# عدهو (حديبو)

تعديل مصدري - تعديل

عدهو هي إحدى قرى مديرية حديبو التابعة لمحافظة سقطرى، بلغ تعداد سكانها 79 نسمة حسب تعداد اليمن لعام 2004.